# ضفدع نمري مكسيكي
ضفدع نمري مكسيكي (الاسم العلمي: Rana magnaocularis) (بالإنجليزية: Northwest Mexico Leopard Frog)‏ هو نوع من البرمائيات يتبع جنس الضفدع الحقيقي من فصيلة الضفادع الحقيقية.